# ويليام الثامن، دوق آكيتاين
غيوم الثامن (1025 - 25 سبتمبر 1086) وُلد باسم غي غيوفري (Gui-Geoffroi) دوق غاسكونية (1086-1052) ثم دوق آكيتاين وكونت بواتييه منذ 1058 حتى وفاته خلفاً لشقيقه غيوم السابع (بيير غيوم).
هو الابن الأصغر لـ غيوم الخامس، دوق آكيتاين وزوجته الثالثة أغنيس ابنة أوتو-ويليام كونت بورغندي؛ وإما شقيقته الصغرى أغنيس أصبحت زوجة هاينريش الثالث إمبراطور الروماني المقدس.

## الزواج والأطفال
تزوج غيوم الثامن ثلاثة مرات:-
- تزوجت أولا من غارسند من بيرغورد، أصبحت مطلقة في 1058؛ ليس لديهم أبناء، أصبحت لاحقاً راهبة.
- ثم تزوجت من ماتودا "ماتيلدا"، أصبحت مطلقة في 1068؛ أنجبت له ابنة واحدة:-

1. أغنيس (1078-1052)؛ كانت زوجة الأولى لـ ألفونسو السادس ملك ليون وقشتالة.

- تزوجت من هيلدغارد ابنة روبير الأول دوق بورغندي؛ وأنجبت له:-

1. أغنيس (توفيت.1097)؛ تزوجت من بيدرو الأول ملك أراغون ونافارا.
2. غيوم التاسع، دوق آكيتاين، وريثه.